# Burg Hunsgeweide
Die Burg Hunsgeweide, auch Husgeweide, ist die Ruine einer Niederungsburg bei dem Ortsteil Rüdigheim der Kleinstadt Amöneburg im Landkreis Marburg-Biedenkopf in Hessen.
Die Burg liegt ostnordöstlich von Rüdigheim in Richtung und dicht an der Gemarkungsgrenze des größten Stadtallendorfer Stadtteils Niederklein in einem durch zahlreiche Quellen versumpften Talgrund auf einem kleinen fast runden Hügel.
Von der im 12. Jahrhundert erbauten Burg sind nur noch Fundamentreste des Wohnturms, Graben- und Wallreste erhalten. Vermutlich handelte es sich um eine abgegangene Wasserburg, deren Reste auf die Größe einer kleinen Turmburg oder eine Motte hinweisen. Im selben Flur wird die Wüstung Husgeweide vermutet, von der urkundlich 1332 und später das Erzstift Mainz Einkünfte von Äckern bezieht. Bei den von 1958 bis 1960 stattgefundenen Ausgrabungen wurde in der Flur ein merowingerzeitliches Brandgrab mit Beigaben gefunden.